# Indices de Miller et indices de direction
Les indices de Miller ou de Miller-Bravais sont une manière de désigner l'orientation des plans cristallins dans un cristal. On utilise des indices similaires pour désigner les directions dans un cristal, les indices de direction.
Un cristal est un empilement ordonné d'atomes, d'ions ou de molécules, appelés ci-après « motifs ». La périodicité du motif est exprimée par un réseau constitué de nœuds qui représentent les sommets de la maille. Les arêtes de la maille élémentaire définissent les vecteurs de la base. Les plans définis par trois nœuds du réseau, et les directions définies par deux nœuds du réseau sont qualifiés de « nodaux » (plan nodal, direction nodale) ou mieux encore « réticulaires ». Une direction réticulaire est aussi dite rangée.
En métallurgie, on travaille fréquemment avec des cristaux constitués d'un seul type d'atomes ; on parle donc de « plan atomique », de « direction atomique » ou de « rangée d'atomes », mais ce ne sont que des cas particuliers.

## Importance des plans et directions denses

Plan cristallographique et densité atomique.
Bas : cristal de profil.
Haut : vues selon un axe perpendiculaire à chaque surface.

Le cristal n'étant pas isotrope, il n'y a pas de raison que ses propriétés le soient. Les lignes et plans de grande densité vont présenter des propriétés particulières :
- optiques : la propagation d'une onde lumineuse dans le cristal (réfraction) se fait par diffusion Rayleigh de proche en proche, entre les atomes ; la vitesse de propagation peut donc différer selon la densité de la direction, ce qui peut induire le phénomène de biréfringence ;
- liées à la tension superficielle : si le matériau se condense sous la forme d'un cristal, c'est qu'un motif est plus stable lorsqu'il est entouré d'autres motifs ;
  - propagation d'une fissure et plan de clivage : les motifs d'une surface libre sont exposés à l'air ; la surface libre est plus stable si elle correspond à un plan de grande densité, car alors chaque motif est entouré d'un maximum de motifs ;
  - forme d'un pore, pour la même raison que ci-dessus ;
- adsorption et réactivité : le nombre de sites d'adsorption, et donc la réactivité chimique, dépend de la densité d'atomes ;
- dislocations :
  - le cœur d'une dislocation va plus s'étendre dans un plan dense, cela réduit le frottement lors du déplacement de la dislocation (force de Peierls-Nabarro au cours de la déformation plastique) ; les glissements se font donc préférentiellement selon des plans denses ;
  - la perturbation que représente une dislocation (vecteur de Burgers) est une direction dense : en effet, un décalage d'un motif dans une direction dense représente une distorsion faible (les motifs étant rapprochés) ;
  - la ligne d'une dislocation va également tendre à être une direction dense, afin de diminuer la tension de ligne (une boucle de dislocation aura donc tendance à être un polygone).

## Repérage d'une direction

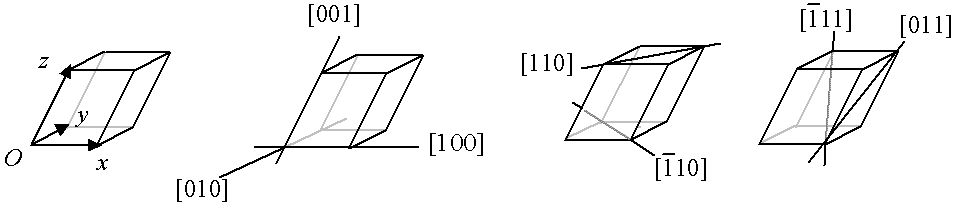
Exemples de directions.

Une direction réticulaire du cristal peut se représenter par un vecteur directeur de son réseau de Bravais, joignant deux nœuds de cette direction. Si la maille utilisée pour représenter le réseau est primitive, les coordonnées u, v, w de ce vecteur sont entières. Comme ce vecteur directeur est défini à une constante multiplicative près, on convient de choisir pour ces coordonnées des nombres premiers entre eux dans leur ensemble.
Les valeurs absolues de ces trois coordonnées donnent trois entiers naturels qu'on appelle indices de direction. On les note entre crochets et on surligne ceux dont la coordonnée correspondante est négative. La direction est ainsi notée {\displaystyle [uvw]}.
Par exemple {\displaystyle [11{\bar {1}}]} désigne la direction dont un des vecteurs directeurs a pour coordonnées 1, 1, -1.
Dans le cas général, la base {\displaystyle ({\vec {a}},{\vec {b}},{\vec {c}})} du réseau de Bravais est quelconque. On choisit normalement une base orthogonale dans le cas d'un réseau à symétrie orthorhombique ou tétragonale, et orthonormale dans le cas d'un réseau à symétrie cubique.

## Repérage d'un plan

Définition des indices de Miller d'un plan.

Prenons un nœud du réseau comme origine et considérons un plan réticulaire particulier passant par trois nœuds situés sur les trois axes :
- {\displaystyle A_{1}(p,0,0)} l'intersection du plan avec l'axe des abscisses,
- {\displaystyle A_{2}(0,q,0)} l'intersection du plan avec l'axe des ordonnées,
- {\displaystyle A_{3}(0,0,r)} l'intersection du plan avec l'axe des cotes.    avec p, q et r entiers.

L'équation de ce plan est {\displaystyle {\frac {x}{p}}+{\frac {y}{q}}+{\frac {z}{r}}=1}. On obtient une équation équivalente en multipliant tous les coefficients de cette équation par le PPCM de p, q, r, de sorte que l'équation du plan ainsi obtenue devient à coefficients entiers.
On pose donc : 
- {\displaystyle h={\frac {\mathrm {PPCM} (p,q,r)}{p}},}
- {\displaystyle k={\frac {\mathrm {PPCM} (p,q,r)}{q}},}
- {\displaystyle l={\frac {\mathrm {PPCM} (p,q,r)}{r}}.}

Les trois nombres ainsi obtenus s'appellent indices de Miller et correspondent aux inverses des longueurs découpées sur les axes par le premier plan de la famille des plans réticulaires. Si la maille utilisée pour représenter le réseau est primitive, alors ils sont premiers entre eux dans leur ensemble. On les note entre parenthèses et on surligne ceux qui sont négatifs. Tout plan réticulaire parallèle au plan initial a pour équation {\displaystyle hx+ky+lz=n}, où n est un entier relatif (puisque les nœuds appartenant à ce plan ont des coordonnées entières). Réciproquement, tout plan ayant une équation de cette forme est un plan réticulaire en vertu de l'identité de Bézout qui garantit l'existence de solutions entières à une telle équation. Ainsi, deux plans réticulaires parallèles successifs ont pour équation {\displaystyle hx+ky+lz=n} et {\displaystyle hx+ky+lz=n+1}.
Si le plan réticulaire est parallèle à un axe, l'indice de Miller correspondant est nul.

Exemples de plans pour une structure cubique.

Réciproquement, si (h,k,l) sont trois nombres entiers relatifs quelconques, premiers entre eux dans leur ensemble et non tous nuls, ils définissent une famille de plans réticulaires parallèles d'équation {\displaystyle hx+ky+zl=n}. Prenons en particulier pour n la valeur m = pgdc(h,k,l). Alors le plan réticulaire correspondant passe par les nœuds {\displaystyle A_{1}(m/h,0,0)}, {\displaystyle A_{2}(0,m/k,0)} et {\displaystyle A_{3}(0,0,m/l)}. On peut donc toujours choisir une origine et trois nœuds sur les axes permettant de définir une famille donnée de plans réticulaires. On en déduit que les vecteurs suivants sont dans le plan {\displaystyle (hkl)} :
- {\displaystyle {\overrightarrow {A_{1}A_{2}}}\left(-{\frac {m}{h}},{\frac {m}{k}},0\right),}
- {\displaystyle {\overrightarrow {A_{1}A_{3}}}\left(-{\frac {m}{h}},0,{\frac {m}{l}}\right),}
- {\displaystyle {\overrightarrow {A_{2}A_{3}}}\left(0,-{\frac {m}{k}},{\frac {m}{l}}\right).}.

Ces vecteurs n'étant pas colinéaires, les couples de ces vecteurs forment une base du plan {\displaystyle (hkl)}.
Si l'un des indices de Miller est nul, le point correspondant est rejeté à l'infini ce qui signifie que le plan réticulaire est parallèle à l'axe correspondant à ce point. Ainsi :
- si {\displaystyle h=0} alors le vecteur de coordonnées {\displaystyle (1,0,0)} est dans le plan,
- si {\displaystyle k=0} alors le vecteur de coordonnées {\displaystyle (0,1,0)} est dans le plan,
- si {\displaystyle l=0} alors le vecteur de coordonnées {\displaystyle (0,0,1)} est dans le plan.

Si la base est orthonormée alors les produits scalaires du vecteur de coordonnées {\displaystyle (h,k,l)} avec {\displaystyle {\overrightarrow {A_{1}A_{2}}}}, {\displaystyle {\overrightarrow {A_{1}A_{3}}}} et {\displaystyle {\overrightarrow {A_{2}A_{3}}}} sont nuls :
{\displaystyle \left(-{\frac {m}{h}},{\frac {m}{k}},0\right)\cdot (h,k,l)=m(-1+1+0)=0,}
{\displaystyle \left(-{\frac {m}{h}},0,{\frac {m}{l}}\right)\cdot (h,k,l)=m(-1+0+1)=0,}
{\displaystyle \left(0,-{\frac {m}{k}},{\frac {m}{l}}\right)\cdot (h,k,l)=m(0-1+1)=0.}
Donc dans le cas d'un réseau cubique, le vecteur de coordonnées {\displaystyle (h,k,l)} est perpendiculaire à la surface, c'en est un vecteur normal. Dans le cas général, ce n'est plus le cas et il faut exprimer le vecteur de coordonnées {\displaystyle (h,k,l)} dans une autre base pour qu'il soit perpendiculaire au plan (cf. infra).

## Symétries cristallines et permutation des indices
Certaines structures cristallines possèdent des symétries particulières permettant la permutation des indices.

### Cristal à symétrie cubique
Pour un cristal suivant un réseau de Bravais cubique, les quatre diagonales sont équivalentes, les trois faces du cube sont équivalentes, etc. On peut donc permuter ou prendre les opposés des indices de direction ou de Miller, cela représentera immuablement une direction ou un plan ayant les mêmes propriétés.
- L'ensemble des directions obtenues par permutations ou oppositions est appelé « famille de directions » et noté entre chevrons :

{\displaystyle \langle uvw\rangle } désigne les directions {\displaystyle [uvw]}, {\displaystyle [uwv]}, {\displaystyle [vuw]}, {\displaystyle [vwu]}, {\displaystyle [wuv]}, {\displaystyle [wvu]} ainsi que toutes leurs combinaisons obtenues en changeant des signes.
Par exemple {\displaystyle \langle 100\rangle } désigne les directions {\displaystyle [100]}, {\displaystyle [{\bar {1}}00]}, {\displaystyle [010]}, {\displaystyle [0{\bar {1}}0]}, {\displaystyle [001]} et {\displaystyle [00{\bar {1}}]}.
- L'ensemble des plans obtenu par permutations ou oppositions est appelé « famille de plans » et noté entre accolades :

{\displaystyle \{hkl\}} désigne les plans {\displaystyle (hkl)}, {\displaystyle (hlk)}, {\displaystyle (khl)}, {\displaystyle (klh)}, {\displaystyle (lhk)}, {\displaystyle (lkh)} ainsi que toutes leurs combinaisons obtenues en changeant des signes.
Par exemple {\displaystyle \{100\}} désigne les plans {\displaystyle (100)}, {\displaystyle ({\bar {1}}00)}, {\displaystyle (010)}, {\displaystyle (0{\bar {1}}0)}, {\displaystyle (001)} et {\displaystyle (00{\bar {1}})}.

### Cristal à symétrie hexagonale

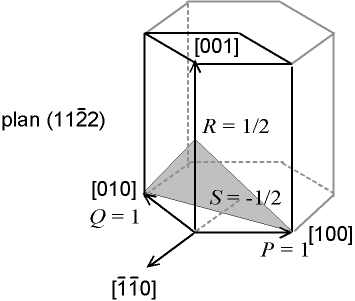
Indices de Miller-Bravais.

Dans le cas des structures à symétrie hexagonale, ou trigonale, on définit parfois un quatrième indice pour désigner les plans, (hkil) ; c'est la notation de Bravais-Miller. L'indice i, placé en troisième position, est redondant (les trois indices h, k et l suffisent à eux seuls à définir un plan) ; il est défini par
i = -h - k.
Cette notation permet d'appliquer des permutations circulaires d'indices pour définir des familles de plans.
En fait, si l'on considère le plan de base (001), ce plan a une symétrie d'ordre 3, c'est-à-dire qu'il est invariant par une rotation d'1/3 de tour (2π/3 rad, 120 °). Il contient donc trois directions identiques [100], [010] et [110]. Si l'on prend l'intersection du plan avec ces trois axes, l'inverse des abscisses des intersections donnent les indices h, k et i.

## Calculs géométriques dans l'espace réciproque

### Orthogonalité et base réciproque
Pour définir correctement un vecteur orthogonal à un plan réticulaire {\displaystyle (hkl)}, il convient d'introduire la base réciproque {\displaystyle ({\vec {a^{*}}},{\vec {b^{*}}},{\vec {c^{*}}})} associée à la base {\displaystyle ({\vec {a}},{\vec {b}},{\vec {c}})} du réseau. La base réciproque est définie comme suit :
{\displaystyle {\vec {a^{*}}}={\frac {1}{V}}{\vec {b}}\wedge {\vec {c}},}
{\displaystyle {\vec {b^{*}}}={\frac {1}{V}}{\vec {c}}\wedge {\vec {a}},}
{\displaystyle {\vec {c^{*}}}={\frac {1}{V}}{\vec {a}}\wedge {\vec {b}}}
où V est le volume de la maille de base {\displaystyle ({\vec {a}},{\vec {b}},{\vec {c}})} qu'on calcule :
{\displaystyle V={\vec {a}}\cdot ({\vec {b}}\wedge {\vec {c}})={\vec {c}}\cdot ({\vec {a}}\wedge {\vec {b}})={\vec {b}}\cdot ({\vec {c}}\wedge {\vec {a}})}.
D'après les propriétés du produit vectoriel, on a :
pour tout indice j différent de k : {\displaystyle {\vec {e_{j}^{*}}}\cdot {\vec {e_{k}}}=0}, soit {\displaystyle {\vec {e_{j}^{*}}}\bot {\vec {e_{k}}}}
pour tout indice j : {\displaystyle {\vec {e_{j}^{*}}}\cdot {\vec {e_{j}}}=1}
Notons {\displaystyle {\vec {H}}} le vecteur ayant les coordonnées (h, k, l) dans cette base réciproque :
{\displaystyle {\vec {H}}=h{\vec {a^{*}}}+k{\vec {b^{*}}}+l{\vec {c^{*}}}}
Alors ce vecteur est normal au plan {\displaystyle (hkl)}. En effet, les vecteurs {\displaystyle {\vec {U}}=x{\vec {a}}+y{\vec {b}}+z{\vec {c}}} appartenant à ce plan sont précisément ceux pour lesquels {\displaystyle hx+ky+lz} = 0 or {\displaystyle hx+ky+lz} n'est autre que {\displaystyle (h{\vec {a^{*}}}+k{\vec {b^{*}}}+l{\vec {c^{*}}})\cdot (x{\vec {a}}+y{\vec {b}}+z{\vec {c}})}, compte tenu des relations liant les vecteurs de la base à ceux de la base réciproque. Ainsi {\displaystyle {\vec {U}}} appartient au plan {\displaystyle (hkl)} si et seulement si {\displaystyle {\vec {H}}\cdot {\vec {U}}=0}.

### Distance interréticulaire
Deux plans réticulaires successifs de la famille {\displaystyle (hkl)} ayant pour équation respective {\displaystyle hx+ky+lz=n} et {\displaystyle hx+ky+lz=n+1}, où n est un entier relatif quelconque, la distance interréticulaire {\displaystyle d_{hkl}} entre ces deux plans est :
{\displaystyle d_{hkl}={\frac {1}{\|{\vec {H}}\|}}={\frac {1}{\sqrt {{\vec {H}}^{T}G^{*}{\vec {H}}}}}}
où :
- {\displaystyle {\vec {H}}=h{\vec {a^{*}}}+k{\vec {b^{*}}}+l{\vec {c^{*}}}} est un vecteur normal à un plan de la famille {\displaystyle (hkl)} ;
- {\displaystyle {\vec {a^{*}}}}, {\displaystyle {\vec {b^{*}}}} et {\displaystyle {\vec {c^{*}}}} sont les vecteurs de base du réseau réciproque ;
- {\displaystyle {\vec {H}}^{T}} est la transposée du vecteur {\displaystyle {\vec {H}}} ;
- {\displaystyle G^{*}} est le tenseur métrique du réseau réciproque.

### Angle entre plans réticulaires
L'angle {\displaystyle \theta } entre deux plans réticulaires {\displaystyle (hkl)_{1}} et {\displaystyle (hkl)_{2}} est l'angle entre leurs normales {\displaystyle {\vec {H_{1}}}} et {\displaystyle {\vec {H_{2}}}}. Il est donné par :
{\displaystyle \cos {\theta }={\frac {({\vec {H_{1}}}|{\vec {H_{2}}})}{\|{\vec {H_{1}}}\|\|{\vec {H_{2}}}\|}}}
avec
- {\displaystyle ({\vec {H_{1}}}|{\vec {H_{2}}})={\vec {H_{1}}}^{T}G^{*}{\vec {H_{2}}}}
- {\displaystyle \|{\vec {H_{i}}}\|={\sqrt {{\vec {H_{i}}}^{T}G^{*}{\vec {H_{i}}}}}}

où :
- {\displaystyle {\vec {H_{i}}}=h_{i}{\vec {a^{*}}}+k_{i}{\vec {b^{*}}}+l_{i}{\vec {c^{*}}}} est un vecteur normal au plan {\displaystyle (hkl)_{i}} ;
- {\displaystyle {\vec {a^{*}}}}, {\displaystyle {\vec {b^{*}}}} et {\displaystyle {\vec {c^{*}}}} sont les vecteurs de base du réseau réciproque ;
- {\displaystyle {\vec {H_{i}}}^{T}} est la transposée du vecteur {\displaystyle {\vec {H_{i}}}} ;
- {\displaystyle G^{*}} est le tenseur métrique du réseau réciproque.

## Indexation des pics de diffraction
Dans les expériences de diffraction avec une longueur d'onde de l'ordre des paramètres de maille (diffraction de rayons X, diffraction de neutrons, diffraction des électrons en microscopie électronique en transmission), la position des pics de diffraction peut se calculer en fonction des distances interréticulaires, par la loi de Bragg.
On peut ainsi relier chaque pic à un plan réticulaire. Les indices de Miller (hkl) du plan sont aussi les indices de Laue hkl du pic correspondant au premier ordre de diffraction.

## Espace réciproque et diffraction
La base réciproque est la base adaptée à l'étude des vecteurs d'onde. L'espace réciproque, c'est-à-dire l'espace vectoriel muni de cette base, permet de déterminer facilement les conditions de diffraction (voir aussi l'article Théorie de la diffraction sur un cristal).
En effet, les vecteurs ayant des coordonnées entières dans la base réciproque correspondent aux conditions de diffraction pour un cristal. Ainsi :
- dans le cas de la diffraction sur un monocristal (cliché de Laue, microscopie électronique en transmission), on peut associer une tache de diffraction à un plan cristallographique ;
- dans le cas d'une poudre (Méthode de Debye-Scherrer, diffractomètre Bragg-Brentano), on peut associer un anneau de Debye ou un pic de diffraction à un plan cristallographique.

On parle ainsi de tache, d'anneau ou de pic (hkl). Cette association s'appelle « l'indexation ».